# Rihards Kols
Rihards Kols (ur. 16 grudnia 1984 w Rydze) – łotewski polityk, poseł na Sejm, deputowany do Parlamentu Europejskiego X kadencji.

## Życiorys
W 2008 ukończył studia prawnicze w uczelni biznesowej Biznesa augstskola „Turība”. W 2010 uzyskał magisterium z dyplomacji na University of Westminster. Współtworzył stowarzyszenie łotewskich studentów w Wielkiej Brytanii. Pracował w think tanku Chatham House.
Zaangażował się w działalność polityczną w ramach Zjednoczenia Narodowego „Wszystko dla Łotwy!” – TB/LNNK. W 2014 z ramienia tego ugrupowania uzyskał mandat posła na Sejm. Objął funkcję parlamentarnego sekretarza stanu przy premier Laimdocie Straujumie, utracił ją jednak w 2015 w związku z naruszeniem umowy koalicyjnej. Z powodzeniem ubiegał się o poselską reelekcję w wyborach w 2018 i 2022. W 2024 został natomiast wybrany w skład Parlamentu Europejskiego X kadencji.